# Graf prosty
Graf prosty – graf bez pętli własnych i krawędzi wielokrotnych. Często określenie graf (bez przymiotników) oznacza graf prosty.

## Przykłady grafów prostych

Graf pełny K3
Graf dwudzielny K3,3

Graf pełny K8
Graf dwudzielny K3,1 (drzewo)